# Лукас Маврокефалидис
Лукас Маврокефалидис (грч. Λουκάς Μαυροκεφαλίδης; Јесењик, 25. јул 1984) је грчки кошаркаш. Игра на позицији крилног центра.

## Каријера
Маврокефалидис је рођен у Јесењику у Чешкој, али је одрастао у Кукушу у Грчкој. Каријеру почео у редовима ПАОК-а, да би се након пет година у црно-белом дресу преселио у Италију. Тамо је играо за Рому, а кратко је био и на позајмици у шпанској Валенсији. Након тога се враћа у Грчку и потписује за Олимпијакос, у чијим редовима остаје до 2011. године, с тим што је једну сезону провео на позајмици у Марусију. У лето 2011. године прелази у Спартак Санкт Петербург, да би након годину и по дана у Русији задужио опрему Барселоне. У шпанском гиганту се није задржао, те је уследио повратак кући, у редове Панатинаикоса из Атине. Наступао је две године за ПАО, а лета 2015. је прешао у атински АЕК. У сезони 2015/16. је бриљирао у редовима АЕК-а, проглашен је за најбољег стрелца регуларног дела сезоне у Грчкој лиги, а био је и део најбоље петорке сезоне. 
Играо је за репрезентацију Грчке на Европском првенству 2013.

## Успеси

### Клупски
- Олимпијакос:
  - Куп Грчке (2): 2010, 2011.

- Панатинаикос:
  - Првенство Грчке (1): 2013/14.
  - Куп Грчке (2): 2014, 2015.

### Појединачни
- Идеални тим Еврокупа — друга постава (1): 2012/13.
- Најкориснији играч Купа Грчке (1): 2015.
- Најбољи стрелац регуларног дела Првенства Грчке (1): 2015/16.
- Најбоља петорка Првенства Грчке (1): 2015/16.
- Учесник Ол-стар утакмице Првенства Грчке (4): 2006, 2009, 2011, 2014.

### Репрезентативни
- Светско првенство до 19 година :  2003.
- Светско првенство до 21 године:  2005.